# Медвежий (Росія)
Медве́жий (рос. Медвежий) — селище у складі Вяземського району Хабаровського краю, Росія. Адміністративний центр та єдиний населений пункт Медвеженського сільського поселення.

## Населення
Населення — 136 осіб (2010; 267 у 2002).
Національний склад (станом на 2002 рік):
- росіяни — 85 %